# حمى كليب
حمى كليب هي منطقة تقع في جنوب غرب المملكة العربية السعودية وبالتحديد في منطقة الباحة بين قريتي حميم و جافان ويقال أنها المنطقة التي حماها كليب بن ربيعة التغلبي في الجاهلية وهو أخو المهلهل عدي بن ربيعة ويوجد في تلك المنطقة مقبرة جماعيه يقال أنها كانت للأشخاص الذين ماتوا أثناء حرب بني تغلب وبني مره وهي الحرب المسماة بحرب البسوس والتي استمرت لأربعين عاما.